# Чабаевка
Чабаевка (баш. Сабай) — деревня в Краснокамском районе Башкортостана России. Входит в состав Шушнурского сельсовета. Проживают марийцы.
С 2005 современный статус.

## История
Согласно Закону о границах, статусе и административных центрах муниципальных образований в Республике Башкортостан входит в состав сельского поселения Шушнурский сельсовет.
Название происходит от  
Статус деревня, сельского населённого пункта, посёлок получил согласно Закону Республики Башкортостан от 20 июля 2005 года N 211-з «О внесении изменений в административно-территориальное устройство Республики Башкортостан в связи с образованием, объединением, упразднением и изменением статуса населенных пунктов, переносом административных центров», ст.1:

6. Изменить статус следующих населенных пунктов, установив тип поселения - деревня:
1) в Краснокамском районе:…
 б) поселка Чабаевка Шушнурского сельсовета

## География
Расположена на реке Малый Кельтей.
Одна улица — Чабаевская.

## Население
| 2002 | 2009 | 2010 |
| ---- | ---- | ---- |
| 21   | →21  | ↘17  |

Национальный и гендерный состав
Согласно результатам переписи 2002 года, в национальной структуре населения преобладают марийцы, а в гендерной структуре из 21 человека мужчин — 10, женщин — 11.

## Инфраструктура
Развитое сельское хозяйство. Личное подсобное хозяйство.

## Транспорт
Просёлочные дороги.